# دانيال إم. بيرس
دانيال إم. بيرس هو محامي وسياسي أمريكي، ولد في 31 مارس 1928 في شيكاغو في الولايات المتحدة، وتوفي في 13 فبراير 2020. نشط حزبياً في الحزب الديمقراطي. وقد انتخب عضو مجلس نواب إلينوي ‏.